# Roztoczki
Roztoczki (ukr. Розточки) – wieś na Ukrainie, w  obwodzie iwanofrankiwskim, w rejonie dolińskim.
29 maja 1938 poświęcono Dom Strzelecki im. gen. Michała Karaszewicza-Tokarzewskiego w Roztoczkach.
W czasie okupacji niemieckiej mieszkająca tutaj ukraińska rodzina Ilnyckich ukrywała kilkunastu Żydów. W 1994 roku Instytut Jad Waszem uhonorował za to tytułami Sprawiedliwych wśród Narodów Świata Petra Ilnyckiego i jego dzieci: Mychajła, Karola, Wasyla, Stepana oraz Katerynę Szeremetę z d. Ilnycką.